# Fleckenmauer (Dalsheim)

Ortskern mit Fleckenmauer

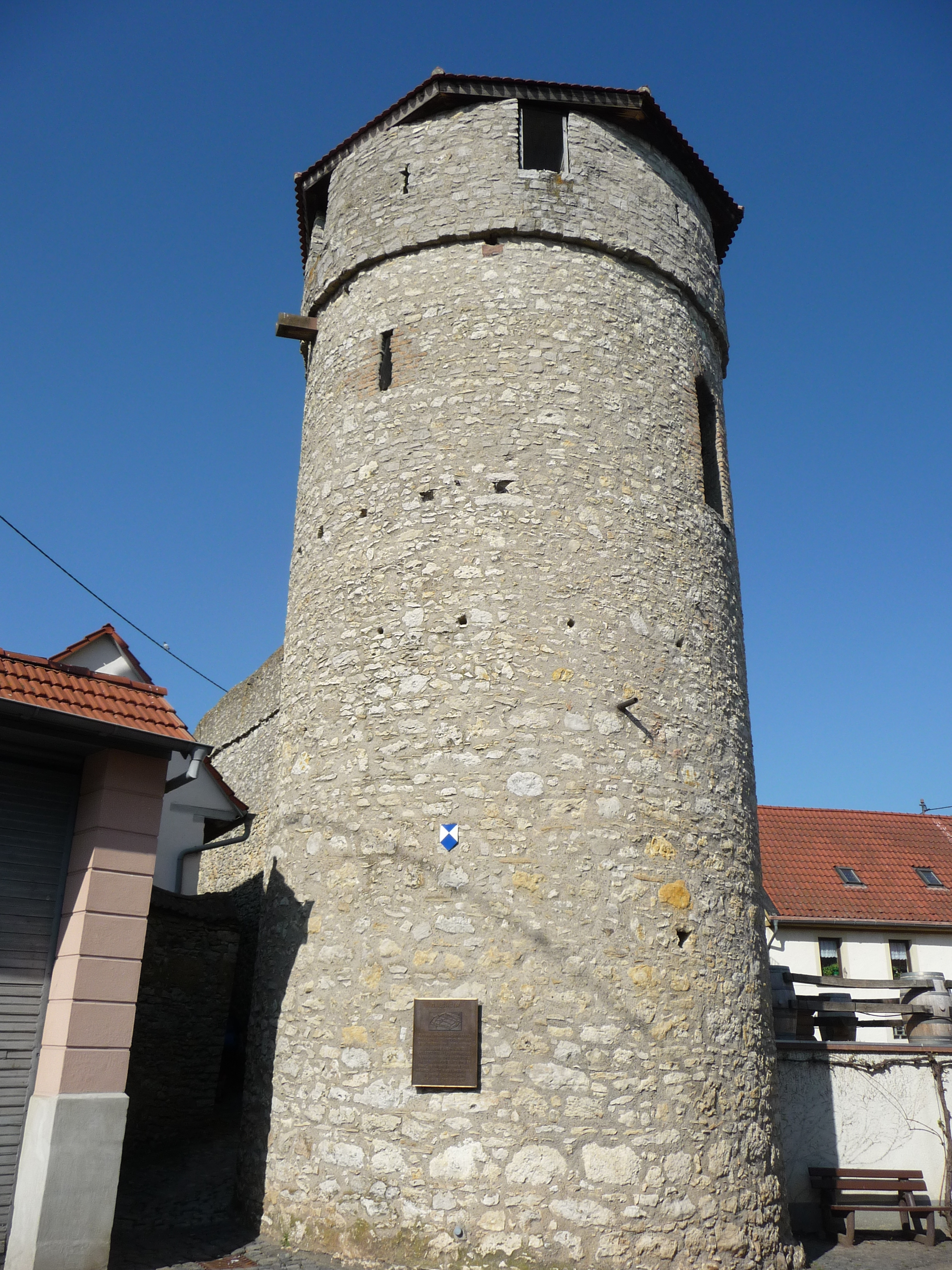
Obertorturm

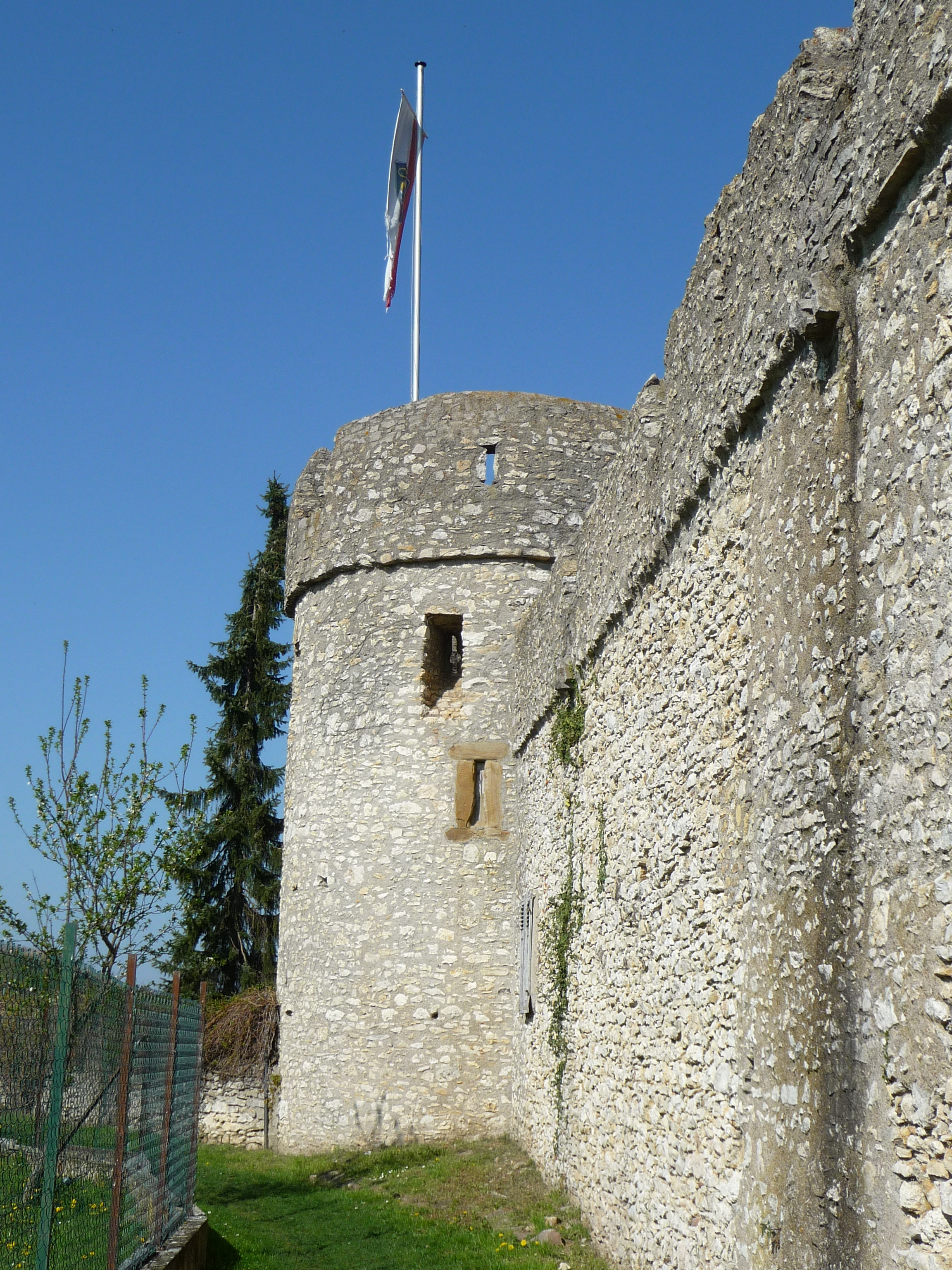
Fleckenmauer, Außenseite

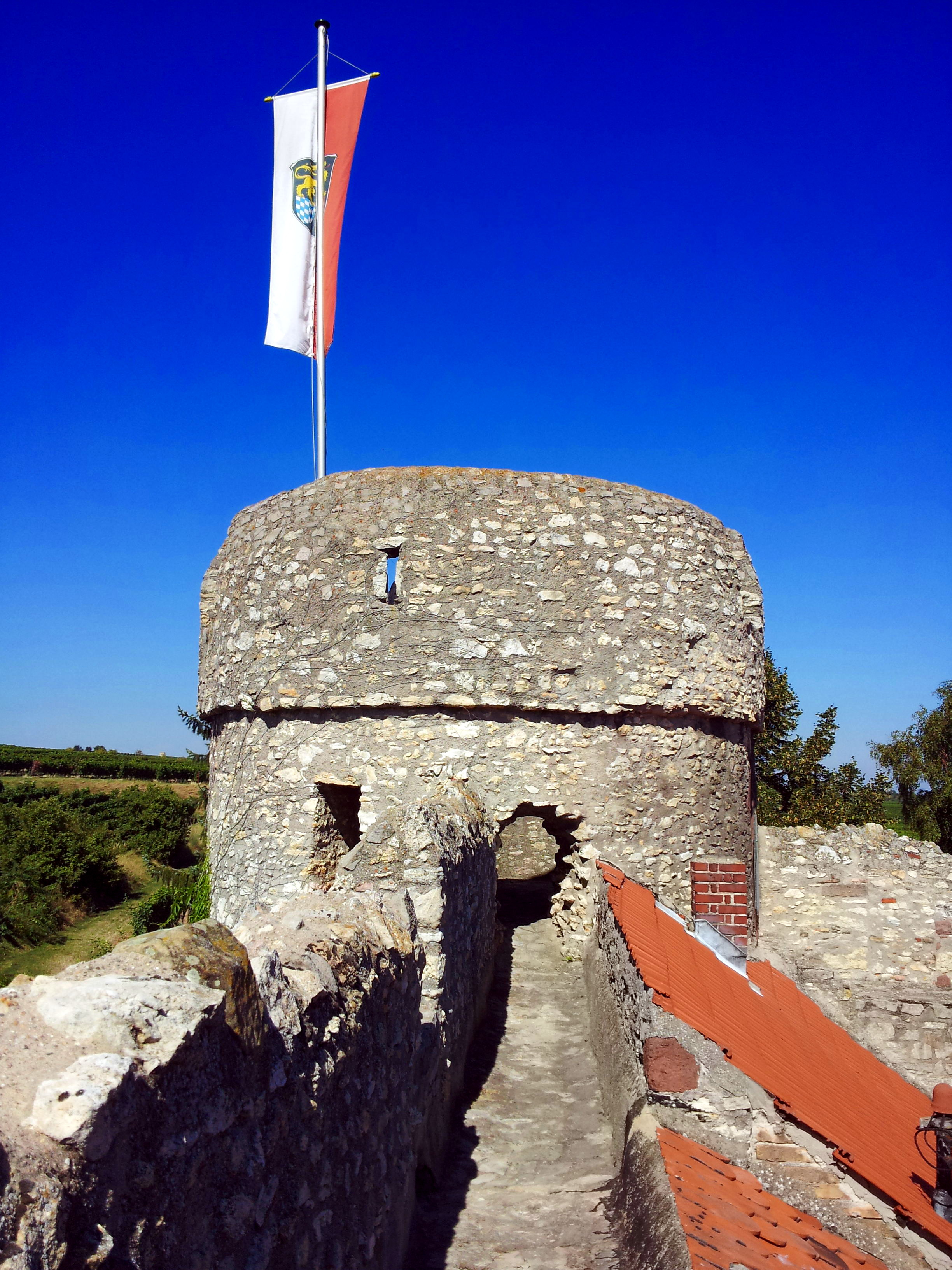
Wehrgang

Die Fleckenmauer ist die spätmittelalterliche Ortsbefestigung von Dalsheim, heute ein Ortsteil von Flörsheim-Dalsheim. Sie ist die einzige fast vollständig erhaltene mittelalterliche Ortsbefestigung in Rheinhessen.

## Geografische Lage
Die Fleckenmauer umschließt den historischen Kern von Dalsheim in der Form eines verzogenen Vierecks.

## Geschichte
Die Befestigung um den Ortsflecken wurde am Ende des 15. Jahrhunderts als einheitliches Bauwerk errichtet. 1840 wurden die beiden Einlasstore abgebrochen, der Wallgraben verfüllt und das gewonnene Gelände folgend für Gärten genutzt.
Die Fleckenmauer wurde von 1986 bis 1990 restauriert. Als „städtische“ Umwehrung eines Dorfes ohne Stadtrechte ist sie ein seltenes historisches Zeugnis. Sie steht seit dem 1. Oktober 1902 unter Denkmalschutz, ist heute ein Kulturdenkmal aufgrund des Rheinland-Pfälzischen Denkmalschutzgesetzes und genießt den besonderen Schutz von Kulturgut nach der Haager Konvention.

## Bauwerk
Die Mauer ist etwa 1,1 km lang und besteht aus 80 cm starkem Kalkbruchstein. Ein Wehrgang führte über den gesamten Verlauf der Mauer. Zusätzlich wurde sie von sieben Türmen geschützt, die alle erhalten sind.
- Der Obertorturm ist ein Rundturm mit Schlüsselschießscharten und einer Wehrplattform. Der obere Bereich, Zinnen und Dachzone, sind Rekonstruktionen vom Anfang des 20. Jahrhunderts.[8] Der Turm hatte früher beidseitig Zugänge zum Wehrgang. Heute liegt der Eingang auf Straßenebene und ermöglicht die Besteigung des Turms und den Zugang auf den nördlich angrenzenden Wehrgang der Fleckenmauer.
- Der Nordwestturm ist ebenfalls ein voller Rundturm. Er hat Schlitzschießscharten und eine Wehrplattform mit Zinnen.
- Der Untertorturm steht auf einem quadratischen Grundriss. Das Obergeschoss wird über acht mit Sandstein gerahmte Fenster belichtet. Hier wohnte bis 1833 ein Wächter mit seiner Familie, der jede Nacht die Tore verschloss. Baubefunde lassen darauf schließen, dass der Turm ursprünglich eine umlaufende hölzerne Wehrplattform besaß.
- In der ausgebauchten Ostflanke der Mauer befindet sich ein dreigeschossiger halbrunder Schalenturm.
- Der Uebenturm ist ein weiterer halbrunder Schalenturm im südlichen Abschnitt der Mauer.
- Die Südwestecke schützte ein weiterer dreigeschossiger Rechteckturm.
- An der Westseite der Mauer steht der Hexenturm. Er hat einen halbrunden Grundriss, Schlitz- und Schlüsselschießscharten, eine Wehrplattform mit Zinnen und ein gemauertes kegelförmiges Dach aus Backstein.

## Wissenswert
- Aus Anlass der Restaurierung wurde 1988 das erste Fleckenmauerfest gefeiert. Seither findet es alle vier Jahre statt.[9]
- Ein Teil der Mauer ist begehbar und kann im Rahmen von Führungen besichtigt werden.[10]
- Im Handbuch der Deutschen Kunstdenkmäler ist die Fleckenmauer als „Kunstdenkmal von besonderem Rang“ hervorgehoben.[11]
- Siehe auch: Liste der Kulturdenkmäler in Flörsheim-Dalsheim